# Holubî, Burîn
Holubî (în ucraineană Голуби) este un sat în comuna Bijivka din raionul Burîn, regiunea Sumî, Ucraina.

## Demografie
Componența lingvistică a localității Holubî
     Ucraineană (98,98%)
     Rusă (1,02%)
Conform recensământului din 2001, majoritatea populației localității Holubî era vorbitoare de ucraineană (98,98%), existând în minoritate și vorbitori de rusă (1,02%).